# Hreinn Benediktsson

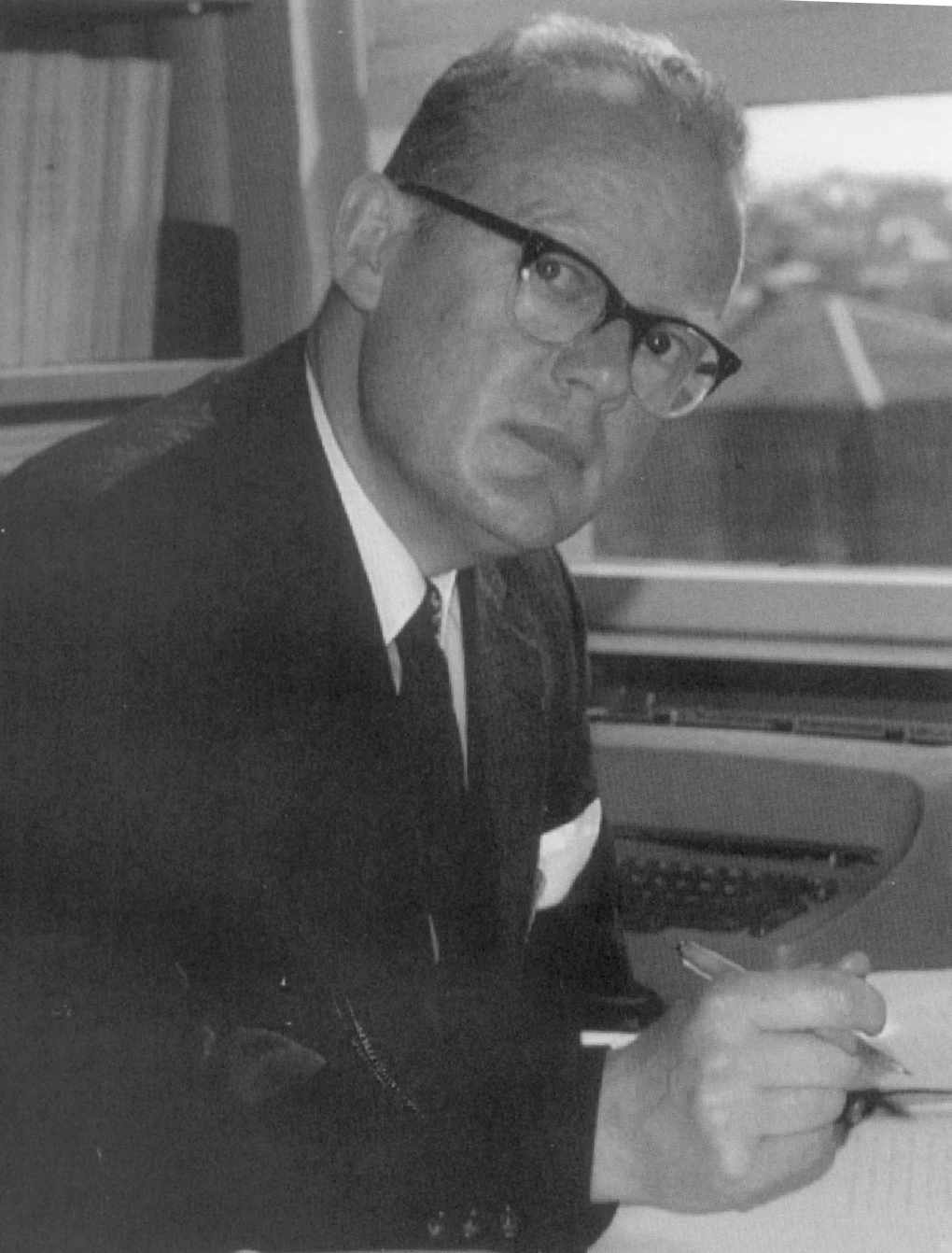
Hreinn Benediktsson

Hreinn Benediktsson, född 1928, död 2005, var en isländsk språkforskare, professor vid Islands universitet sedan 1957.
Hreinn har publicerat en rad skrifter om isländsk ljudlära och formlära, om germansk språkhistoria och om isländska handskrifter, bland annat den medeltida Första grammatiska avhandlingen.